# Pierre Kohler
Pour les articles homonymes, voir Kohler et Pierre Kohler (homonymie).
Pierre Kohler, né le 3 février 1964 à Delémont (originaire du même lieu et d'Elay), est une personnalité politique suisse du canton du Jura, membre du Parti démocrate-chrétien (PDC).

## Biographie
Pierre Kohler naît le 3 février 1964 à Delémont, chef-lieu du canton du Jura. Il est originaire de la même commune et d'Elay, dans le Jura bernois. Il est fils d'agriculteur et a un frère agriculteur.
Après sa maturité au Collège Saint-Michel à Fribourg, il obtient une licence en droit à l'Université de Fribourg. Il obtient son brevet d'avocat en décembre 1992 et exerce la profession de notaire stagiaire à Saignelégier jusqu'à son élection au gouvernement jurassien. Il administre un important parc immobilier et plusieurs entreprises (dans le domaine des champignons, de l'insémination artificielle et des constructions).
Il a le grade de fourrier à l'armée.
Il est marié à une enseignante et père de deux enfants.

## Parcours politique
Il adhère au PDC à l'âge de 15 ans et fonde la section delémontaine des Jeunes démocrates-chrétiens en 1983. En 1989, il devient président des jeunes démocrates-chrétiens du Jura.
Il est conseiller de ville suppléant (législatif) à Delémont de janvier 1985 au 31 décembre 1988, puis conseiller de ville de janvier 1989 au 31 décembre 1990. Il est candidat en 1987 au Conseil national sur la liste des Jeunes démocrate-chrétiens, mais n'est pas élu.
En parallèle, il est député-suppléant du Parlement du canton du Jura du 19 décembre 1986 au 9 décembre 1987, puis député du 10 décembre 1987 au 11 février 1993.

### Gouvernement jurassien
Il est élu en juin 1993, à l'âge de 29 ans, au Gouvernement jurassien avec 62,7 % des voix après s'être présenté contre l'avis de son parti, distançant les candidats officiels socialiste (43 %) et libéral-radical (41%). Plus jeune membre d'un gouvernement cantonal de l’histoire suisse, il y dirige le département de l'environnement et de l'équipement du 1er octobre 1993 au 31 décembre 2002,,,,. Il est réélu de justesse en 1998 et préside le gouvernement en 1995 et 2000.
Deux mois après son élection, il rompt la collégialité en refusant de défendre un projet de centre administratif de la Transjurane, dit de la Tour Mangeat, auquel il s'était opposé lors de sa campagne électorale et qui sera ensuite refusé par le peuple. Il se voit retirer de ce fait l'ensemble du dossier de la Transjurane, confié à son collègue Jean-Pierre Beuret,,. Plus tard, il soutient un référendum contre la taxe au sac. En 1999[réf. nécessaire], il lance le programme de développement durable Juragenda 21.
Lors de sa seconde année de présidence, il accueille en Ajoie le président allemand Johannes Rau.
Un de ses plus grands succès politiques est la décision d'exiger, dès novembre 1998[réf. nécessaire], de la chimie bâloise l'assainissement complet de la décharge industrielle de Bonfol. Son assainissement, dont le coût est évalué à 200 millions d'euros, a débuté en 2009[réf. nécessaire].
En août 2001, il annonce sa démission pour la fin de l'année 2002 et son intention de se porter candidat au Conseil des États lors des prochaines élections fédérales. Il doit cependant se rabattre sur le Conseil national après que son parti décide de présenter deux femmes à la Chambre haute.

### Conseil national
Il est élu au Conseil national en octobre 2003, prenant la place du sortant François Lachat candidat à sa réélection,. Il y siège du 1er décembre 2003 au 2 décembre 2007. Pendant ce mandat, il est membre de la Commission des finances. Il y obtient notamment le financement de la liaison Delémont-TGV Rhin-Rhône.
En parallèle, il est vice-président du mouvement Écologie libérale de 2003 à 2008.
En 2007, Laurent Schaffter laisse entendre que Pierre Kohler, qui avait des raisons familiales de lui en vouloir, a envoyé des messages électroniques usurpant son identité afin qu'il ne conserve pas son département,. En avril de la même année, Pierre Kohler annonce qu'il ne se représentera pas pour un nouveau mandat au Conseil national « pour favoriser la carrière professionnelle de sa femme ». L'enquête diligentée sur l'envoi des faux courriels à la suite de la plainte de Laurent Schaffter se clôt pour sa part sur une non-décision, « l'usurpation d'identité par courriel n'étant pas pénalement punissable ».

### Maire de Delémont
Alors qu'il déclarait début septembre ne pas vouloir se présenter, il annonce en novembre 2008 briguer la mairie de Delémont, détenue par le Parti socialiste depuis plus de 50 ans. Le 21 décembre 2008, il est élu maire de la commune, remportant plus de 53 % des suffrages. Il entre en fonction le 1er janvier 2009. Il est réélu tacitement en 2012.
Le 24 octobre 2010[réf. nécessaire], il est élu au Parlement jurassien pour la législature 2011-2015. Il devient ainsi député-maire de Delémont.
Le 14 janvier 2015, à la surprise générale, il annonce son intention de démissionner de son poste de maire de la ville de Delémont. Il dépose sa démission le 21 mars 2015, près de 3 ans avant la fin de son second mandat,. Des élections anticipées se tiennent le 22 mars la même année et Damien Chappuis (Parti chrétien-social indépendant) lui succède au terme du second tour.
Ses six années à la mairie de Delémont, où il lance de nombreux chantiers, qui modifient en profondeur l'urbanisme de la ville.

### Candidature au Conseil des États et retrait
Dans les semaines suivant sa démission, il annonce dans les médias qu'un siège au Conseil des États l'intéresserait. Il se présente à l'élection en octobre 2015 et termine au troisième rang, largement devancé par sa colisitère Anne Seydoux-Christe ainsi que par Claude Hêche (PS). Prenant acte de cet échec, il annonce mettre un terme à sa carrière politique.
Il démissionne du PDC en février 2018 à la suite du refus par le Parlement jurassien de lever l'immunité des juges cantonaux dans une plainte pour violation de ces derniers de leur secret de fonction.

## Autres mandats et activités
Pierre Kohler a été premier président notamment de Minergie et de la Fourchette verte. Au niveau international, il a été vice-président, aux côtés de Jean-Pierre Chevènement et ensuite Jean-Marie Bockel, de l'Association TransEurope TVG Rhin-Rhône[réf. nécessaire].
Il est un des fondateurs et le président de l'Université d'été du cinéma suisse, association créée en décembre 2008 dont le siège est à Delémont. Il lance en septembre 2009 la semaine suisse des Oscars intitulée « De Delémont à Hollywood », où est désigné officiellement le film qui représente la Suisse aux Oscars à Hollywood,.
En 2002, il est désigné par le Conseil fédéral pour représenter les cantons suisses au Sommet de la Terre à Johannesburg. Il y intervient en séance plénière au sujet de « L'eau, bien public »[source insuffisante].
En 2016, il ouvre un espace culturel, le PoPa (pour Porrentruy Optical Art, en référence au MoMA de New-York) dans une maison bourgeoise qu'il avait acquise à Porrentruy.
En 2018, il adhère au fOrum culture, fédération des acteurs culturels du canton du Jura, du Jura bernois et de la ville de Bienne.

## Film
En 2012, un film retraçant l'élection de Miss China Cosmos 2006 organisée par Pierre Kohler — alors conseiller national — en Suisse et plus particulièrement dans le Jura, est tourné à Delémont. Cette comédie intitulée Win Win est produite par Pierre-Alain Meier et réalisée par Claudio Tonetti. L'acteur principal, Jean-Luc Couchard, incarne Pierre Kohler, renommé dans le film Paul Girard. Xiaoxing Cheng, Guy Lecluyse, Didier Flamand, Jean-Luc Bideau, Laurent Bateau et Frédéric Recrosio font partie des principaux acteurs. Carlo Varini est le chef images.